# Кройцингер, Курт
Курт Георг Кройцингер (чеш. Kurt Kreuzinger, 1905, Хеб, Австро-Венгрия — 12 сентября 1989, Мюнхен) — чешский и немецкий ботаник. Занимался изучением растений семейства Кактусовые.

## Биография
Родился в 1905 году в Хебе, отец и дядя Курта (Карл и Доминик, соответственно) были местными фабрикантами. Особняк семьи Кройцингеров, построенный отцом Курта в 1908 году — ныне городская достопримечательность.
В 1926 году стал членом Немецкого общества кактусистов (Deutsche Kakteen-Gesellschaft). В 1920-е годы принимал участие в одной из экспедиций в Южную Америку Альберто Фрича. В 1935 году опубликовал труд, где изложил разработанную Фричем новую систематику кактусовых.
Увлекался фотографией, в частности фотографировал изучаемые им кактусы.
После Второй мировой войны остался в Хебе (часть семьи эмигрировала в Германию). Работал в библиотеке, основанной на средства, завещанные его дядей, затем дизайнером на машиностроительном предприятии. В 1969 году перебрался в ФРГ, жил в Мюнхене. Умер в 1989 году.
Известно около 100 таксонов семенных растениях, описанных Кройцингером.

## Некоторые публикации
- 1935. Eger Verzeichnis amerikanischer und anderer Sukkulenten mit Revision der Systematik der Kakteen. Band: Heft Seite 20—21 K. Kreuzinger-Verlag.